# Julio César Cáceres López
Julio César Cáceres (San José de los Arroyos, 5 d'octubre de 1979) és un futbolista paraguaià, que ocupa la posició de defensa.

## Trajectòria
Comença a jugar a l'Olimpia Asunción, on va guanyar el campionat paraguaià en dues ocasions (1999 i 2000). El 2002 s'imposaria en la competició continental, la Libertadores, que seria rematat a l'any següent amb l'obtenció de la Recopa Sudamericana.
Aquestos èxits criden l'atenció de diversos clubs europeus. L'estiu del 2004 fitxa pel FC Nantes, de la Ligue 1. Una lesió el va apartar dels terrenys de joc, i a la seua recuperació, va ser cedit al Atlético Mineiro. Amb els brasilers hi debuta al setembre de 2005, en partit de la Série A. Hi juga 14 partits i el seu equip hi perd la categoria.
El gener del 2006 signa pel River Plate argentí, on recupera la titularitat. Una tercera cessió vindria a la tardor d'eixe mateix any, al Nàstic de Tarragona, de la primera divisió espanyola. Hi inicia el 2007 incorporant-se al conjunt mexicà del Tigres, on hi roman un any abans de tornar-hi a l'Argentina, ara al CA Boca Juniors.

## Selecció
Cáceres ha estat internacional amb la selecció del Paraguai en 61 ocasions, tot marcant dos gols. Ha estat un dels jugadors més destacats del combinat nacional durant la dècada dels 2000, i ha participat en els Mundials de 2002 i 2006 i a la Copa Amèrica de 2007.

## Palmarès
- Primera Divisió del Paraguai: 1999, 2000
- Copa Libertadores: 2002
- Recopa Sudamericana: 2003, 2008
- Primera Divisió de l'Argentina: Apertura 2008